# Desertno vino
Desertno vino  je vrsta vina kod kog je postotak alkohola veći od 15 % i ide do 22 %.
U Hrvata je najpoznatije desertno vino prošek.
Najpoznatija desertna vina na svijetu su porto, Sherry, madeira, marsala, prošek, komandarija i vermut. 

## Karakteristike i način proizvodnje
Glavna karakteristika desertnih vina, pored visokog postotka alkohola je i visok postotak šećera. Ona se najčešće proizvode tako da se pri kraju vrenja vinu doda - alkohol (obično destilat vina), pa se na taj način zaustavlja daljnje vrenje - rezanjem. Zbog tog su desertna vina - slatka, s visokim postotkom šećera iz grožđa koje kvasci nisu bili u mogućnosti u potpunosti pretvoriti u alkohol, jer je to blokirano visokom koncentracijom etanola.

## Konzumacija
Desertna vina se piju kao aperitiv prije jela, ili nakon jela uz kolače, pored toga koriste se i gastronomiji kao dodatak raznim kolačima i jelima.

## Vanjske poveznice
- Dessert Wines - Fortified Wine Production